# Кетрін Ленґфорд
Кетрін Ленґфорд (англ. Katherine Langford; нар. 29 квітня 1996, Перт, Австралія) — австралійська акторка. Найбільш відома за роллю Ханни Бейкер в телесеріалі Netflix «Тринадцять причин чому», за мотивами однойменного роману Джея Ашера.

## Ранні роки
Народилася 29 квітня 1996 року в Перті, Австралія, в сім'ї Елізабет Ленґфорд (уродженої Ґрін) і доктора Стівена Ленґфорда. У неї є молодша сестра Джозефін (нар. 1997), яка також є акторкою. У середній школі Ленґфорд займалася плаванням, однак у старшій школі захопилася музикою і акторською майстерністю. Після закінчення школи у 2014 році вона стала відвідувати різні акторські студії і гуртки в Перті і найняла агента. Наприкінці 2015 року вона була зарахована в Західноавстралійську академію акторської майстерності, однак так і не почала навчання, зосередившись на кар'єрі.

## Кар'єра
У 2015 році взяла участь у зйомках декількох незалежних фільмах. Короткометражка «Дочка» була показана на 69-му Каннському міжнародному кінофестивалі. 
Пройшла кастинг на роль Ханни Бейкер в телесеріалі «Тринадцять причин, чому» для Netflix, за виконання якої отримала визнання критиків. В 2018 році за цю роль Кетрін була номінована на премію «Золотий глобус» за кращу жіночу роль в телевізійному серіалі — драма.

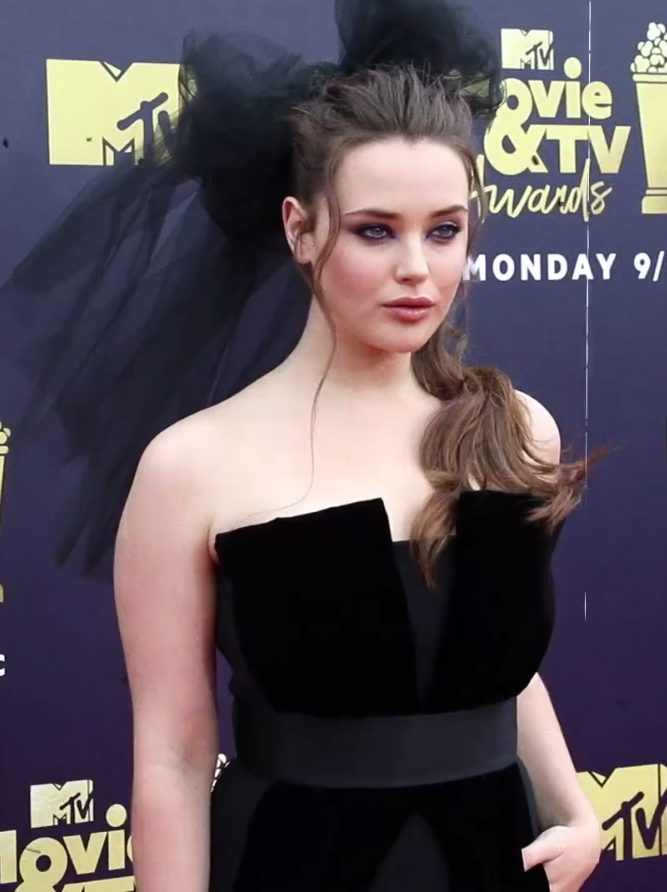
На церемонії нагородження MTV Movie & TV Awards 2018

12 вересня 2018 року була затверджена на роль у серіалі «Проклята». Події серіалу розгортаються у переосмисленому світі Артуріани, у якому вона зіграє дівчинку-підлітка Німуе якій визначено стати Володаркою Озера. Серіал знято за мотивами однойменного графічного роману Френка Міллера та Тома Уілера, прем'єра відбулася у липні 2020 року на Netflix.
В кінці жовтня 2018 року стало відомо, що Ленґфорд зіграє роль у фільмі «Месники: Завершення», однак її сцени були вирізані з фінальної версії фільму. Тоді ж брати Руссо повідомили, що вона була затверджена на роль дочки Тоні Старка, Морган.
Ленґфорд знялася у чорній комедії «Ножі наголо» 2019 року, про таємниче вбивство.
У 2020 році вона зіграла головну роль у фільмі «Спонтанність», похмурій комедії, за яку отримала премію Critics' Choice Super Awards у номінації "Найкраща жіноча роль у фільмі в жанрі наукової фантастики/фентезі".
23 вересня 2024 року Ленгфорд дебютувала на сцені, зігравши роль Саллі Боулз у мюзиклі Вест-Енду «Кабаре» в клубі «Кіт Кет», що йшов у театрі «Плейхаус» протягом 18 тижнів.

## Фільмографія
| Рік       |    | Українська назва       | Оригінальна назва    | Роль                                      |
| --------- | -- | ---------------------- | -------------------- | ----------------------------------------- |
| 2015      | кф | Історія міс Оксиген    | Story of Miss Oxygen | Міс Роздум                                |
| 2016      | кф | Дочка                  | Daughter             | Скарлетт                                  |
| 2016      | кф | Недосконалий Квадрант  | Imperfect Quadrant   | Рубі                                      |
| 2017—2018 | с  | Тринадцять причин чому | 13 Reasons Why       | Ханна Бейкер (26 епізодів)                |
| 2018      | ф  | З любов'ю, Саймон      | Love, Simon          | Леа Берк                                  |
| 2018      | ф  | Оманутий               | The Misguided        | Весна                                     |
| 2018      | мс | Робоцип                | Robot Chicken        | Стеффі (Епізод: "No Wait, He Has a Cane") |
| 2019      | ф  | Месники: Завершення    | Avengers: Endgame    | Морган Старк (видалена сцена)             |
| 2019      | ф  | Ножі наголо            | Knives Out           | Мег Тромбрей                              |
| 2020      | с  | Проклята               | Cursed               | Німуе (10 епізодів)                       |
| 2020      | ф  | Спонтанність           | Spontaneous          | Мара Карлайл                              |
| 2022      | с  | Севедж Рівер           | Savage River         | Мікі Андерсон (6 епізодів)                |

## Театральні роботи
| Рік  | Назва  | Роль        | Місце проведення  |
| ---- | ------ | ----------- | ----------------- |
| 2024 | Кабаре | Саллі Боулз | Playhouse Theatre |

## Нагороди та номінації
| Рік  | Премія                              | Номінація                                            | Номінована робота      | Результат | Дж.           |
| ---- | ----------------------------------- | ---------------------------------------------------- | ---------------------- | --------- | ------------- |
| 2017 | «Австралійці у кіно»                | Найкращий австралійський прорив року                 | Н/Д                    | Перемога  | [ 23 ]        |
| 2017 | «Gold Derby Awards»                 | Найкращий прорив року                                | Тринадцять причин чому | Номінація | [ 24 ]        |
| 2018 | «Золотий глобус»                    | Найкраща жіноча роль серіалу — драма                 | Тринадцять причин чому | Номінація | [ 25 ] [ 26 ] |
| 2018 | «MTV Movie Awards»                  | Найкращий актор в шоу                                | Тринадцять причин чому | Номінація |               |
| 2018 | «Вибір народу»                      | Улюблена драматична кіноакторка                      | Тринадцять причин чому | Номінація |               |
| 2018 | «Супутник»                          | Найкраща жіноча роль телесеріалу — драма             | Тринадцять причин чому | Номінація | [ 27 ] [ 28 ] |
| 2019 | «Національна рада кінокритиків США» | Найкращий акторський склад                           | Ножі наголо            | Перемога  | [ 29 ]        |
| 2020 | «Вибір критиків»                    | Найкращий акторський склад                           | Ножі наголо            | Номінація | [ 30 ]        |
| 2020 | «Супутник»                          | Найкращий акторський склад                           | Ножі наголо            | Перемога  | [ 31 ]        |
| 2021 | Суперпремія «Вибір критиків»        | Найкраща жіноча роль у науковій фантастиці / фентезі | Спонтанність           | Номінація | [ 20 ]        |